# Hugo Birger

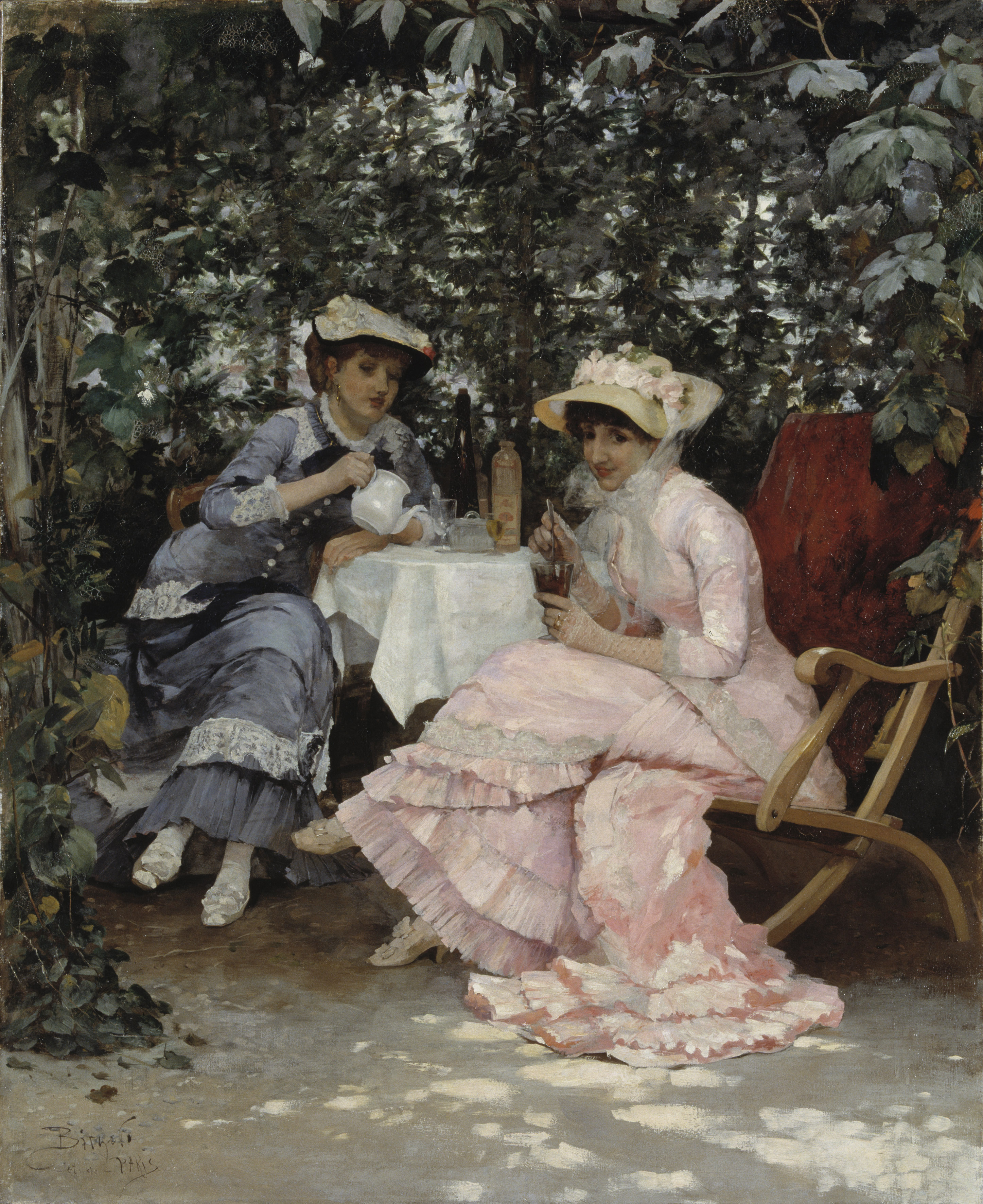
I bersån (ca 1880), finns på Nationalmuseum.

Hugo Birger, till 1878 Hugo Birger Peterson, född den 12 januari 1854 i Stockholm, död 17 juni 1887 i Helsingborg, var en svensk konstnär som främst var verksam i Paris. Flera av Birgers tavlor finns på Göteborgs konstmuseum och ett antal finns även på Nationalmuseum samt Uppsala universitetsbibliotek, Norrköpings konstmuseum och Kalmar konstmuseum.

## Biografi

### Ungdom
Hugo Birger blev tidigt moderlös men uppfostrades av sin mormor och av sin far Sven August Peterson som var en känd litograf och som bland annat tryckte värdepapper. Genom att följa med sin far runt Stockholms krogar blev Birger redan som 10-åring bekant med många konstnärliga personligheter. Detta och umgänget med fadern på hans litografiska verkstad gav Birger både ett litterärt och konstnärligt intresse. 
Birger påbörjade som 13-åring sin utbildning på Konstakademiens principskola som var den förberedande utbildningen till akademien. Birger ägnade tre år att teckna på ”Principen”. 1870 antogs han sedan som elev vid Konstakademien där han stannade i 6,5 år. Birger var tidigt svag av reumatism därför behövde han längre tid för studierna. Bland hans kamrater på akademien fanns Carl Larsson, Per Ekström och Ernst Josephson. Det var här på Konstakademien med professor Georg von Rosen i spetsen som Birger och hans skolkamrater lade grunden för sina talanger och sitt engagemang för konsten.  Det sista året fick han guldmedalj för sin målning "Syndafallet". 

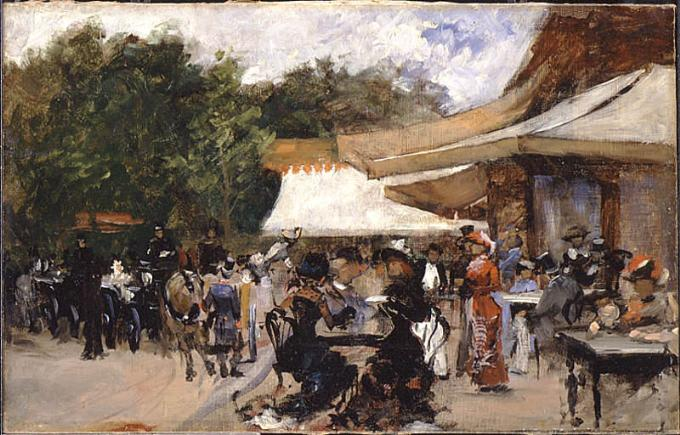
Utanför en restaurang i Bois de Boulogne, Paris, skiss från Paris av Hugo Birger.

### Till Paris
1877, då Birger var 23 år gammal, begav han sig till Paris  för att sälla sig till sina svenska konstnärskolleger. Det var där han började kalla sig Hugo Birger. När målaren Ernst Josephson flyttade från Rom till Paris blev Birger inneboende hos honom vid Rue Gabrielle i Montmartre där Josephson hade övertagit August Hagborgs ateljéhus. Där målade Birger små tavlor på den stillsamma gatan, det lilla trädgårdshörnet eller interiör från ateljén, gärna med eleganta unga damer. Åren med Josephson i denna ateljé kom att bli Birgers mest lyckliga år. 
Det viktigaste för en konstnär i Paris under 1880-talet var de årliga utställningarna i Parissalongen. Till Salongen 1880 fullbordade Birger en större målning, "Toaletten", där en dam blir ompysslad av sin hårfrisör omgiven av sina vänner framför toalettspegeln. Tavlan blev inte någon stor succé på 1880 års salong men den fick desto mer uppmärksamhet i Stockholm. 
Hugo Birger största supporter var Pontus Fürstenberg, som var grosshandlare i Göteborg. Fürstenberg gav Birger fick ett månatligt arvode som skulle räcka till hyra, mat och färger. Mycket av vad Birger målade finns bevarat i Göteborgs konstmuseum tack vare Fürstenberg.

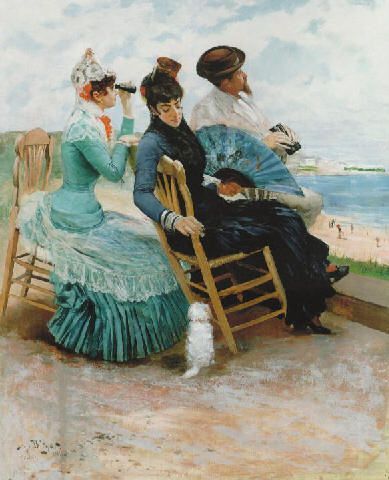
Damer och kavaljer vid stranden (1883)

### Till Spanien
På grund av att Birger led av svår ledgångsreumatism så fick han allt svårare att klara vintrarna i Paris. Josephson fick till och med hjälpa Birger att tejpa fast penslarna på handleden för att kunna fortsätta att arbeta. Birger bad därför Fürstenberg om extra bidrag för att komma ner till varmare klimat. Birger hade i Paris inspirerats av de spanska mästarna som Velasquez, Ribera, Zurbaran och Goya och resan bar därför av till Granada tillsammans med sin vän Christian Skredsvig. Det var svårt att finna hotell där så de sökte sig upp till Alhambrakullen och fann ett turisthotell. 
Ägaren till hotellet hade två vuxna döttrar varav den ena hette Matilda, vilken kom att bli Hugo Birgers stora kärlek. De förlovade sig i Gibraltar, och våren 1883 gifte de sig i Paris. Strax före giftermålet färdigställer Birger ”La Feria” – Frukosten i Granada - vilken föreställer en frukost på verandan utanför det lilla hotellet med hela värdfamiljen samlad för att njuta av gitarr och ! flamencodans. Tavlan inköptes av Pontus Fürstenberg för 10 000 svenska riksdaler - vilken finns att se på Göteborgs konstmuseum idag. 

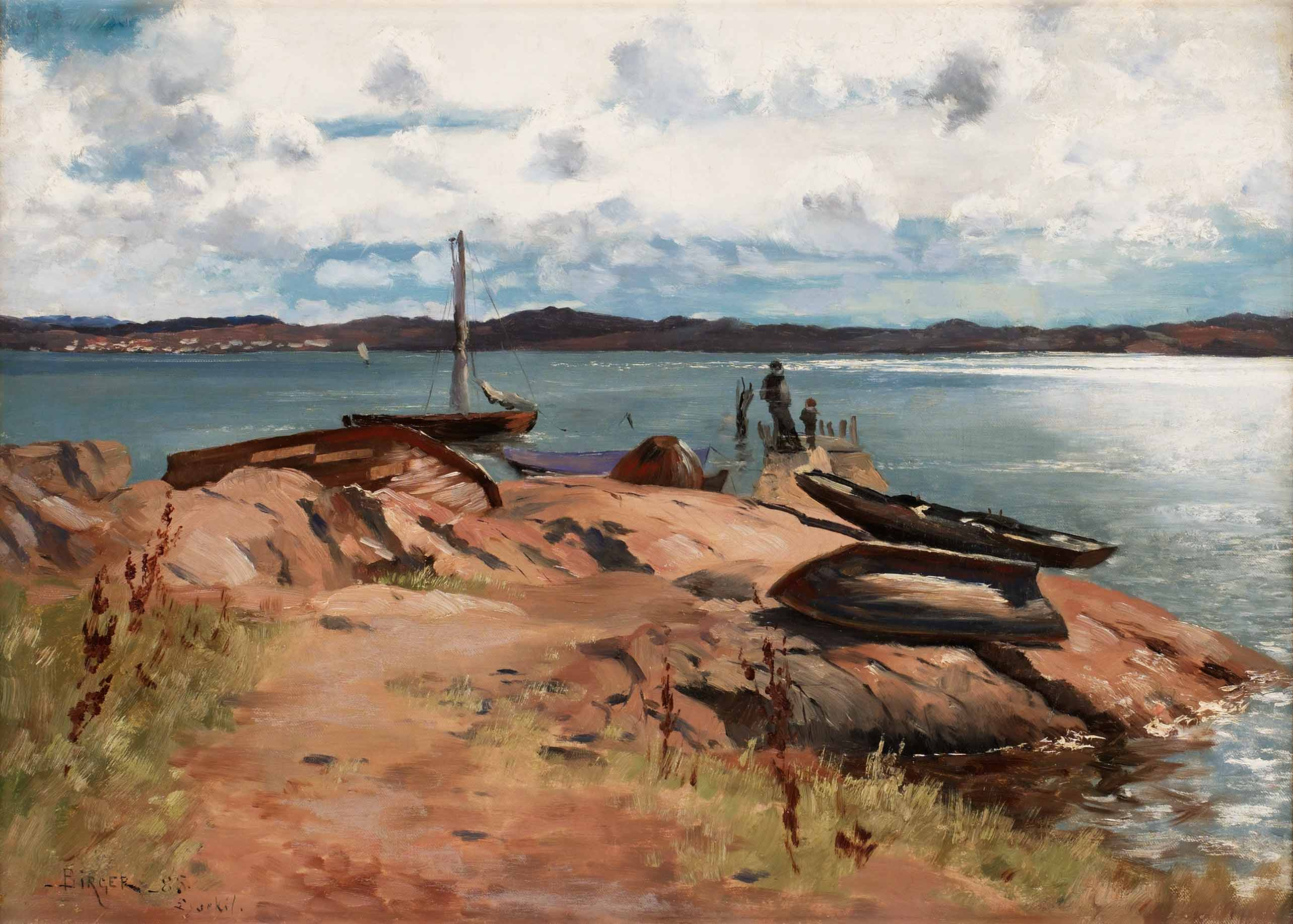
Vid bryggan - Lysekil, från sommaren 1885 då Hugo Birger målade svenska landskap.

Birger tillfredsställdes då inte längre av den parisiska konsten. Han hade länge längtat till Italien men hade ej vågat bege sig dit utan akademiens stöd. Statsstipendiet hade han sökt upprepade gånger sedan 1877 och sökte det på nytt, återigen förgäves. Intill slutet av 1884 uppehöll sig Birger med familj dels i Tanger, dels i Alhambra, till dess en jordbävning tvingade dem att fly till Paris. Sommaren 1885 återsåg han sitt hemland, målade västkustmotiv, bergknallar, gröna ängar, röda stugor och göteborgska magnaters sommarvillor.
1885 blev Birger en av de ivrigaste bland Opponenterna, en grupp konstnärer som krävde reformering av Konstakademien. Ernst Josephson och Carl Larsson ledde arbetet emot akademien. På "Opponenternas utställning" i Blanchs konstsalong i Stockholm den 15 september 1885 bidrog Birger med flera målningar. 1886 bildade man Konstnärsförbundet som en motrörelse till den strama Konstakademien. 

Skandinaviska konstnärernas frukost i Café Ledoyen, Paris fernissadagen, Hugo Birgers stora tavla från 1886. Utkast och skisser gjordes på plats, senare lånades rekvisita från kaféet till konstnärens ateljé, där vännerna en efter en fick sitta modell. Den kan beskådas på Göteborgs konstmuseum.

### Den stora tavlan
Trots denna entusiasm i Birgers liv blev han allt svagare. Stundtals hade Birger svåra krämpor av sin reumatism. Han ville kämpa vidare och tog sig an den utmaning som kom att betyda mest för honom som konstnär ”Skandinaviska konstnärernas frukost i Café Ledoyen”. Verket tog drygt 4 månader att färdigställa. Målningen visar de nordiska artisternas festfrukost på vernissagedagen, den dag då Salongen öppnas och då landsmännen brukade samlas i Ledoyens restaurang vid Champs Elysées. Birger hade stora förhoppningar att nu äntligen erhålla pris med denna tavla. Tavlan blev upphängd ovanför en dörr i salongen och juryns pris gick istället till Richard Berghs ”Min hustrus porträtt”. "Frukosten" kom sedan till Konstnärsförbundets första utställning i Stockholm 1886, och vid dess öppnande infann sig även Birger själv. Det blev hans sista besök i Stockholm.
Birgers tavlor blev av de svenska kritikerna tämligen väl och rättvist värdesatta. Handelstidningens kritiker erkände, att ”Frukosten hos Ledoyen” var en av de ”mognaste och vackraste verk konstnären alstrat”. 
Under den följande vintern i Paris var han på grund av sjukdom ur stånd att arbeta. I december 1886 gjorde Birgers läkare och vän Axel Munthe en undersökning av Birger där de tidigare farhågorna besannades. Förutom reumatism hade han en sedan länge smygande lungtuberkulos som övergått till så kallad galopperande lungsot. När sommaren var inne förde Munthe honom till Sverige med ångbåt från Lübeck. Tre dagar efter ankomsten till Helsingborg avled Hugo Birger på Hotell Mollberg den 17 juni 1887.  Han var då 33 år och hans konstnärliga verksamhet hade endast omfattat ett årtionde.
Hugo Birger ligger begravd på Nya kyrkogården i Helsingborg, nära kapellet. Gravstenen var tidigare utsmyckad med en relief som tillverkats av den gode vännen Carl Larsson. På grund av ett ökat antal stölder i området plockades originalreliefen bort 2008 och är numera ersatt av en kopia.